# 10796 Соллерман
10796 Соллерман (10796 Sollerman) — астероїд головного поясу, відкритий 2 березня 1992 року.
Тіссеранів параметр щодо Юпітера — 3,669.